# Rancho Nuevo (Mineros)
Rancho Nuevo ist eine Ortschaft im Departamento Santa Cruz im Tiefland des südamerikanischen Anden-Staates Bolivien.

## Lage im Nahraum
Rancho Nuevo ist ein Ort im Municipio Mineros und liegt in der Provinz Obispo Santistevan auf einer Höhe von 254 m im Feuchtgebiet zwischen den Flüssen Río Piraí und Río Grande.

## Geographie
Rancho Nuevo liegt im tropischen Feuchtklima vor dem Ostrand der Anden-Gebirgskette der Cordillera Oriental. Die Region war vor der Kolonisierung von tropischem Regenwald bedeckt, ist heute aber größtenteils Kulturland.
Die mittlere Durchschnittstemperatur der Region liegt bei knapp 24 °C (siehe Klimadiagramm Warnes), die Monatswerte schwanken zwischen 20 °C im Juni/Juli und 26 °C von November bis Februar. Der Jahresniederschlag beträgt etwa 1300 mm, die Monatsniederschläge sind ergiebig und liegen zwischen 35 mm im August und 200 mm im Januar.

## Verkehr
Rancho Nuevo liegt in einer Entfernung von 89 Straßenkilometern nördlich von Santa Cruz, der Hauptstadt des Departamentos.
Vom Zentrum von Santa Cruz aus führt die asphaltierte Nationalstraße Ruta 4 über 57 Kilometer in nördlicher Richtung bis Montero, von dort führen regionale Straßen über die Stadt General Saavedra zu dem 26 Kilometer entfernten nördlich gelegenen Mineros. Dort zweigt eine Seitenstraße in nordöstlicher Richtung ab und erreicht Rancho Nuevo nach weiteren sechs Kilometern.

## Bevölkerung
Die Einwohnerzahl der Ortschaft ist im Jahrzehnt zwischen 1992 und 2001 auf etwa das Doppelte angestiegen. Detaildaten der Volkszählung 2012 für die Ortschaft liegen nicht vor:
| Jahr | Einwohner         | Quelle       |
| ---- | ----------------- | ------------ |
| 1992 | 277               | Volkszählung |
| 2001 | 509               | Volkszählung |
| 2012 | keine Detaildaten | Volkszählung |

Aufgrund der seit den 1960er Jahren durch die Politik forcierten Zuwanderung indigener Bevölkerung aus dem Altiplano weist die Region einen nicht unerheblichen Anteil an Quechua-Bevölkerung auf, im Municipio Mineros sprechen 23,3 Prozent der Bevölkerung Quechua.